# Kunstschau Wien 1908
La Kunstschau 1908 est une exposition d'art et d'artisanat organisée à Vienne par Gustav Klimt et Josef Hoffmann qui s'est tenue du 1er juin au 16 novembre 1908 sur l'emplacement de l'actuelle Konzerthaus.

## L'exposition
L'exposition d'art est l'un des nombreux événements et fêtes organisés à l'occasion du 60e anniversaire du règne de l'empereur François-Joseph Ier. Elle est considérée comme un événement révolutionnaire du modernisme viennois. 
Le comité du salon, présidé par Gustav Klimt, est soumis à une forte pression de temps, mais il élabore un programme cohérent et organise un centre d'exposition au centre de Vienne sur le futur chantier de la Konzerthaus, la salle de musique construite en 1913. En quelques mois seulement, les artistes érigent un bâtiment en bois conçu par Josef Hoffmann et organisent le terrain environnant, d’une superficie de 6 500 mètres carrés, avec 54 salles d’exposition, dont un café, des cours, des jardins et un petit cimetière. Koloman Moser, Alfred Roller et Carl Otto Czeschka participent à la conception des salles. Les œuvres d'environ 130 artistes, dont Le Baiser de Klimt y sont exposées ainsi que celles des membres du groupe Klimt (notamment Josef Hoffmann, Carl Moll, Wilhelm List, Adolf Hölzel) et de jeunes talents comme Oskar Kokoschka, Elena Luksch-Makowsky, Max Oppenheimer et Heinrich Schröder (de).

## Postérité
Les espaces de la Wiener Werkstätte et du "Plakatraum" ont été reconstruits pour une exposition commémorative en 2008. 

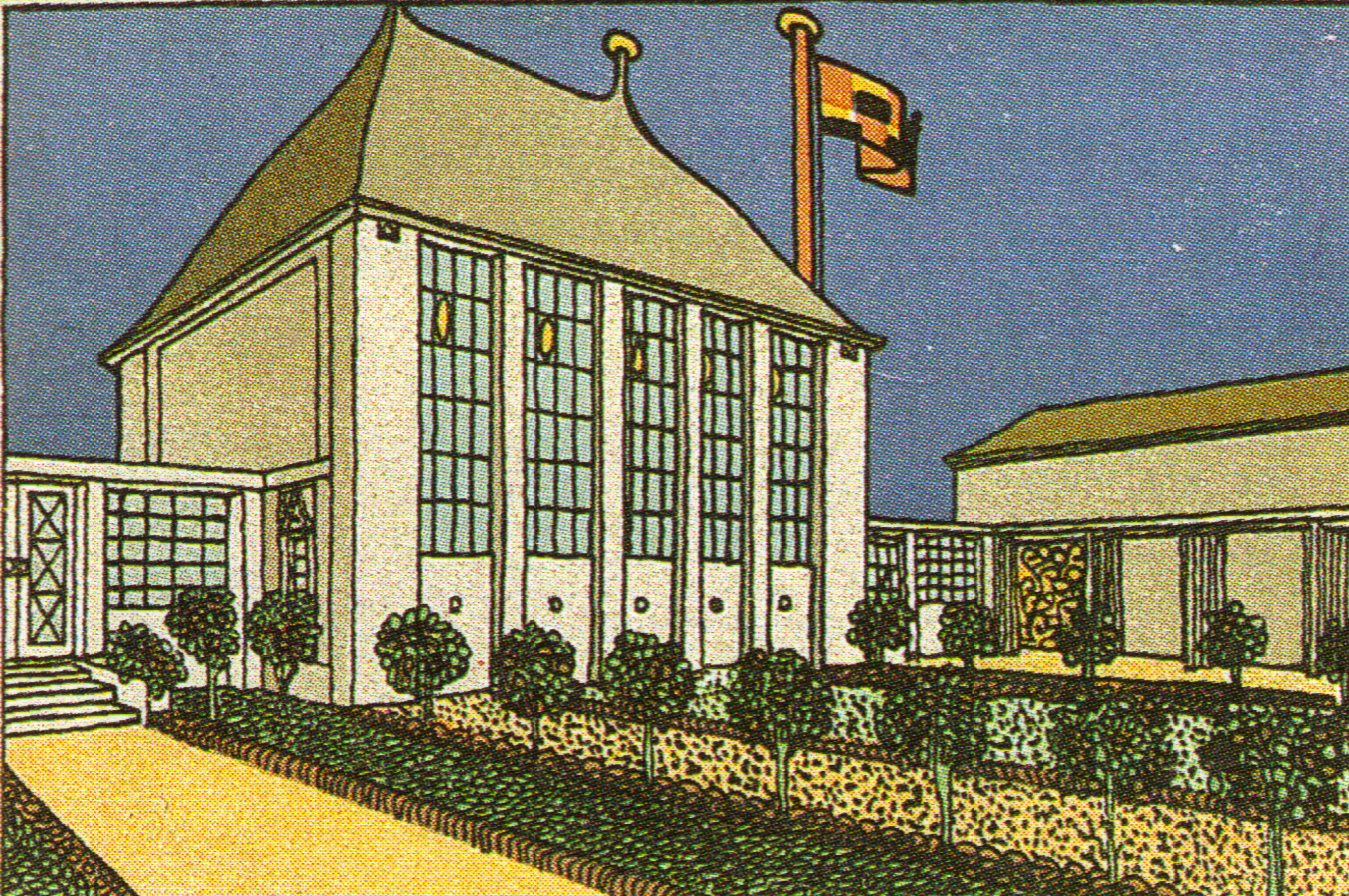
Exposition d'art 1908 : Bâtiment principal. Carte postale conçue par Emil Hoppe
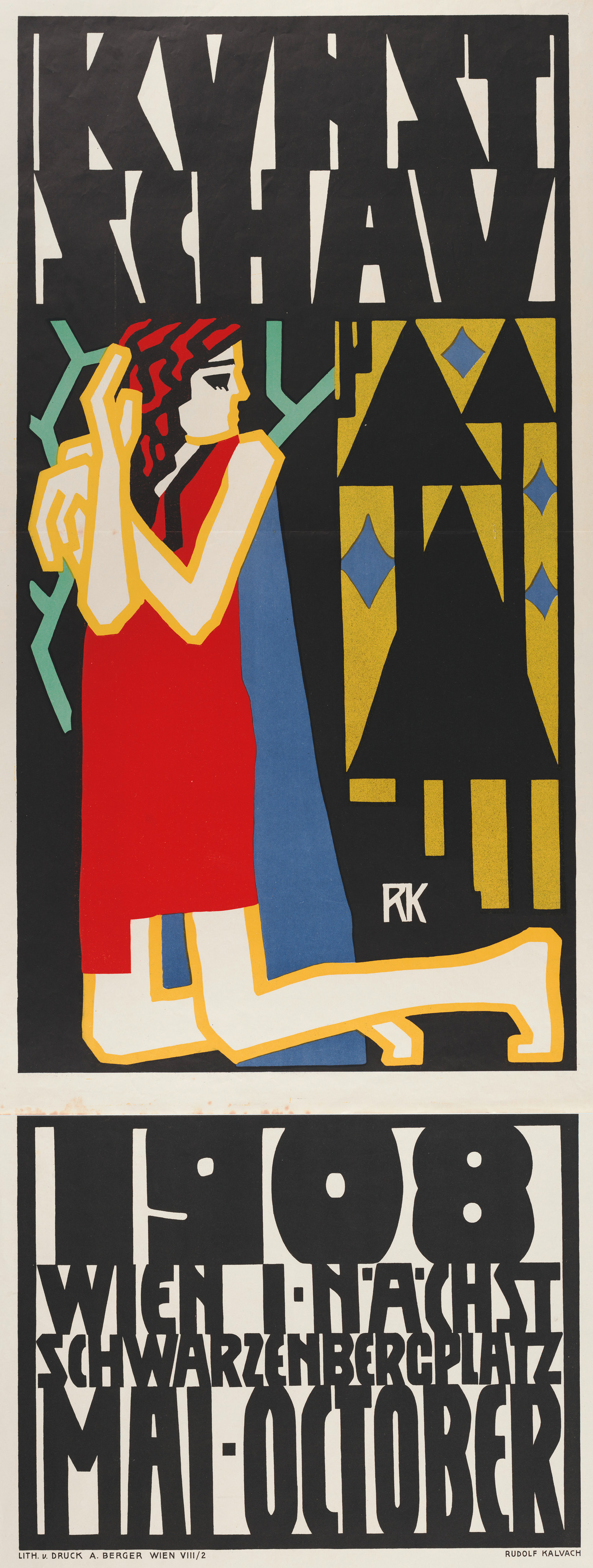
Affiche Rudolf Kalvach
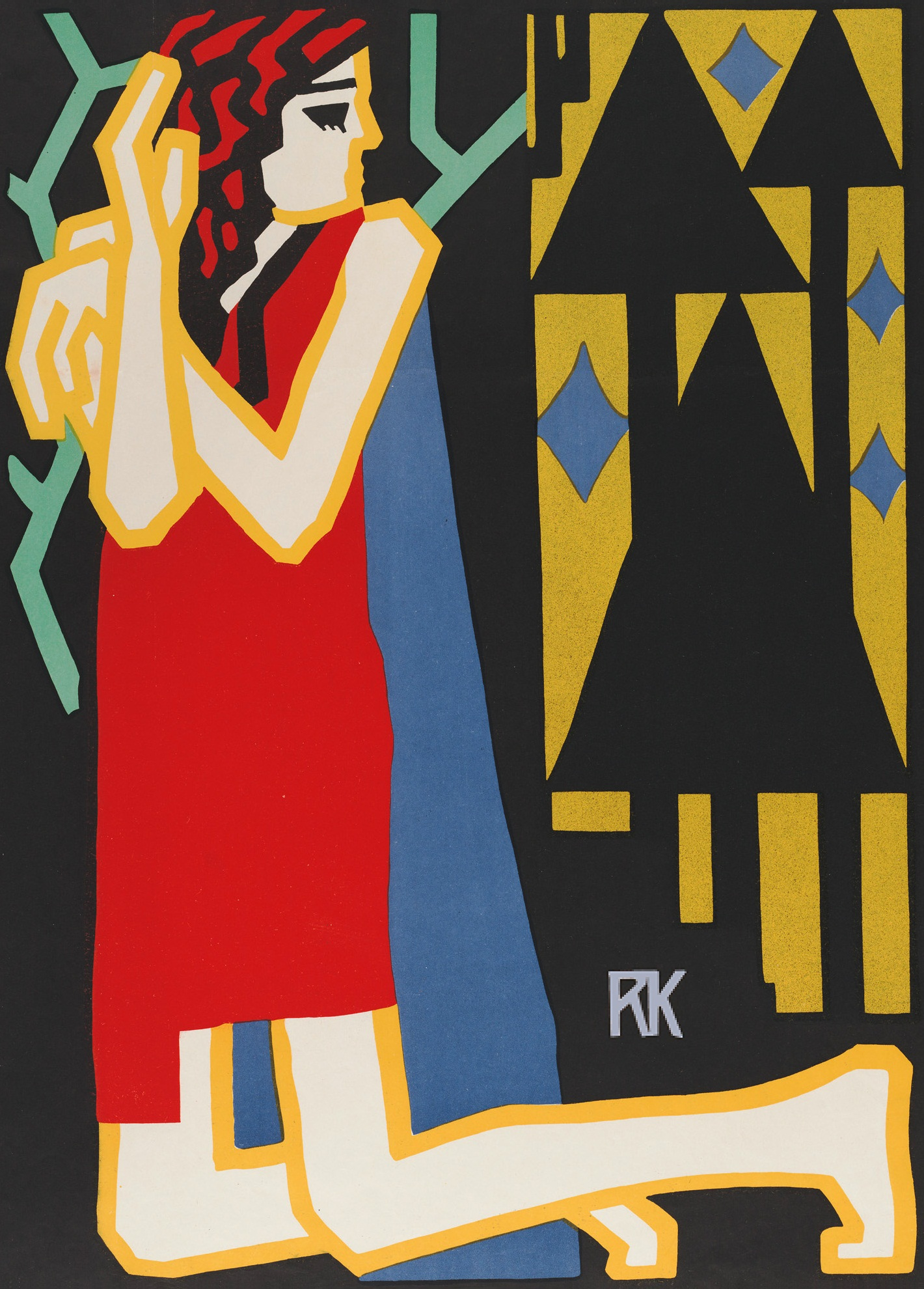
Détail de l'affiche

Les jeunes artistes ayant exposé étaient Magda Mautner von Markhof, Marianne Adler, Olga Ambros, Helene Bernatzik, Maria Vera Brunner, Marianne Deutsch, Luise Horovitz, Ella Irányi, Mizi Friedmann, Johanna Kaserer, Frieda Loew, Marianne Perlmutter, Minka Podhajska, Maria Pranke, Margaret von Remiz, Selma Singer, Elsa Seuffert, Marianne Steinberger, Paula Westhauser, Marianne Wieser, Elisabeth von Wolter, Fanny Harlfinger-Zakucka, Marianne Zels et Eva Zetter.

## Littérature
- Agnes Husslein-Arco, Alfred Weidinger (ed.), Gustav Klimt und die Kunstschau 1908, Prestel Verlag, Munich 2008,  (ISBN 978-3-7913-4225-2).